# Скоков, Пётр Алексеевич
Пётр Алексеевич Скоков (1758—1817) — русский композитор,  капельмейстер Императорских театров Российской империи.

## Биография
Родился в 1758 году. Учился архитектуре в Императорской Академии художеств.
С ранних лет показал необыкновенные способности к музыке, которой и обучался в Петербурге у Луини, а затем был послан на казенный счет для продолжения музыкального образования в Италию (в Болонью), где и обучался музыке в течение двенадцати лет, закончив свое образование у Мартини. Скокову принадлежит кантата, написанная во время путешествия по Европе великого князя Павла Петровича и Марии Фёдоровны. 
По мнению музыкальных критиков Вл. Грекова и Н. Соловьёва лучшим из его крупных музыкальных произведений является опера «La bella Girometta» написанная в 1782 году. 
В 1788 году в Неаполе была издана драма с музыкой Петра Алексеевича Скокова под заглавием: «Il Rinaldo. Dramma per musica, rappresentarsi nel Real Teatro di S. Carlo nel di 4 Novembre 1788. In Napoli 1788» (на 22-й стр. этого издания напечатано: «La Musica é del sig. D. Pietro Skokoff Maestro di Capello Russo»); за эту музыку Скоков получил «такую награду, какую дают первейшим и славнейшим сочинителям музыки». В 1794 году на чрезвычайном собрании Санкт-Петербургской Императорской академии художеств по случаю назначения «преемником президента» графа А. И. Мусина-Пушкина был исполнен торжественный хор с музыкой Скокова. 
Некоторое время П. А. Скоков был капельмейстером Императорских театров Российской империи. 
Умер 4 (16) октября 1817 года на 59-м году жизни в крайней бедности и был похоронен друзьями на Волковом кладбище (в Петербургском некрополе сведения отсутствуют).